# 대우 (공학)
고전역학에서 대우(對偶, kinematic pair)는 두 물체 간의 연결로, 상대적인 움직임(운동학)에 제약을 가한다. 독일의 엔지니어 프란츠 뢸로는 기계 연구에 대한 새로운 접근 방식으로 대우를 도입했으며, 이는 단순 기계로 구성된 요소 개념에 대한 발전을 제공했다.

## 설명
운동학은 점, 물체(물체) 및 물체 시스템(물체 그룹)의 운동을 운동의 원인에 대한 고려 없이 설명하는 고전역학의 한 분야이다. 운동학은 종종 "운동의 기하학"이라고 불린다. 자세한 내용은 운동학을 참조한다.
하르텐베르크와 데나비트는 대우의 정의를 제시한다.
강체 사이의 연결에 관하여 뢸로는 두 종류를 인식했습니다. 그는 이를 고위(high paper)와 저위(lower pair)라고 불렀습니다. 고위에서는 두 요소가 볼 베어링 또는 디스크 캠 및 팔로어와 같이 점 또는 선을 따라 접촉합니다. 일치하는 점들의 상대 운동은 다릅니다. 저위는 핀 연결, 크로스헤드, 볼 소켓 조인트 및 기타 일부와 같이 면 접촉이 시각화될 수 있는 쌍입니다. 요소의 일치하는 점들, 따라서 링크들의 상대 운동은 유사하며, 한 링크에서 다른 링크로 요소를 교환해도 고위의 경우와 같이 부품의 상대 운동이 변경되지 않습니다.
운동학에서 대우를 형성하는 두 연결된 물리적 물체는 '강체'라고 불린다. 기구, 매니퓰레이터 또는 로봇 연구에서 두 물체는 일반적으로 '링크'라고 불린다.

## 저위
저위(lower pair)는 움직이는 물체의 표면이 고정된 물체의 해당 표면에 접촉하는 것을 제약하는 이상적인 조인트이다. 저위는 너트와 나사, 두 프로펠러 축을 연결하는 데 사용되는 조인트와 같이 두 부재 사이에 표면 또는 면 접촉이 발생하는 쌍이다.
저위 조인트의 경우:
- 회전 R 조인트 또는 힌지 조인트는 움직이는 물체의 선이 고정된 물체의 선과 동일선상에 유지되어야 하며, 움직이는 물체의 이 선에 수직인 평면이 고정된 물체의 유사한 수직 평면과 접촉해야 한다. 이것은 링크의 상대 운동에 5가지 제약을 가하며, 따라서 자유도가 하나 있다.
- 프리즘 P 조인트 또는 슬라이더는 움직이는 물체의 선이 고정된 물체의 선과 동일선상에 유지되어야 하며, 움직이는 물체의 이 선에 평행한 평면이 고정된 물체의 유사한 평행 평면과 접촉해야 한다. 이것은 링크의 상대 운동에 5가지 제약을 가하며, 따라서 자유도가 하나 있다.
- 스크루 조인트 또는 헬리컬 H 조인트는 두 링크에 나사산을 절단해야 하므로 그 사이에 회전 및 슬라이딩 운동이 있다. 이 조인트는 자유도가 하나 있다.
- 원통형 C 조인트는 움직이는 물체의 선이 고정된 물체의 선과 동일선상에 유지되어야 한다. 이것은 회전 조인트와 슬라이딩 조인트의 조합이다. 이 조인트는 자유도가 두 개 있다.
- 조인트 U 조인트는 서로 기울어진 축을 가진 강체 링크를 연결하는 두 개의 교차하고 상호 직교하는 회전 조인트로 구성된다.
- 구형 S 조인트 또는 볼 소켓 조인트는 움직이는 물체의 한 점이 고정된 물체에서 정지 상태를 유지해야 한다. 이 조인트는 직교 축 주위의 회전에 해당하는 세 가지 자유도가 있다.
- 평면 조인트는 움직이는 물체의 평면이 고정된 물체의 평면과 접촉을 유지해야 한다. 이 조인트는 세 가지 자유도가 있다. 움직이는 평면은 고정된 평면을 따라 두 차원으로 미끄러질 수 있으며, 고정된 평면에 수직인 축을 중심으로 회전할 수 있다.
- 평행사변형 Pa 조인트는 평행사변형의 모서리에 있는 4개의 회전 조인트로 연결된 4개의 링크로 구성된다.

## 고위
일반적으로 고위(접선대우)는 움직이는 물체의 곡선 또는 표면이 고정된 물체의 곡선 또는 표면과 접촉을 유지해야 하는 제약 조건이다. 예를 들어, 캠과 팔로어 사이의 접촉은 캠 조인트라고 불리는 고위 쌍이다. 마찬가지로, 두 기어의 맞물리는 이빨을 형성하는 인볼류트 곡선 사이의 접촉은 캠 조인트이며, 표면을 굴러가는 바퀴도 마찬가지이다. 이것은 점 또는 선 접촉을 갖는다.

## 래핑/고위
래핑/고위 쌍은 벨트, 체인 및 기타 장치를 포함하는 제약 조건이다. 벨트로 구동되는 풀리가 이 쌍의 예이다.
이 유형은 고위(점 또는 선 접촉을 갖는)와 매우 유사하지만, 다중 점 접촉을 갖는다.

## 조인트 표기법

### 맥락
메커니즘, 매니퓰레이터 또는 로봇은 일반적으로 조인트로 연결된 링크로 구성된다. 직렬 매니퓰레이터는 SCARA 로봇과 같이 링크 및 조인트의 단일 체인을 통해 움직이는 플랫폼을 베이스에 연결한다. 로봇 공학에서 움직이는 플랫폼은 '말단 효과기'라고 불린다. 여러 개의 직렬 체인이 병렬 매니퓰레이터의 베이스, 즉 고프-스튜어트 메커니즘과 같은 움직이는 플랫폼을 연결한다. 병렬 매니퓰레이터의 개별 직렬 체인은 '팔다리' 또는 '다리'라고 불린다. 토폴로지는 매니퓰레이터 또는 로봇을 형성하는 링크 및 조인트의 배열을 의미한다. 조인트 표기법은 메커니즘, 매니퓰레이터 또는 로봇의 조인트 토폴로지를 정의하는 편리한 방법이다.

### 약어
조인트는 다음과 같이 약어로 표시된다. 프리즘 P, 회전 R, 유니버설 U, 원통형 C, 구형 S, 평행사변형 Pa. 구동되거나 활성 조인트는 밑줄로 식별된다. 즉, P, R, U, C, S, Pa이다.

### 표기법
조인트 표기법은 메커니즘을 형성하는 조인트의 유형과 순서를 지정한다. 베이스의 첫 번째 조인트 약어부터 움직이는 플랫폼의 마지막 약어까지 조인트 순서를 식별한다. 예를 들어, 직렬 SCARA 로봇의 조인트 표기법은 RRP이며, 이는 두 개의 활성 회전 조인트 RR 뒤에 활성 프리즘 P 조인트가 뒤따르는 것으로 구성됨을 나타낸다. 반복되는 조인트는 그 수로 요약될 수 있다. 따라서 SCARA 로봇의 조인트 표기법은 2RP 등으로 작성할 수도 있다. 병렬 고프-스튜어트 메커니즘의 조인트 표기법은 6-UPS 또는 6(UPS)이며, 이는 각각 유니버설 U, 활성 프리즘 P 및 구형 S 조인트로 구성된 6개의 동일한 직렬 팔다리로 구성됨을 나타낸다. 괄호 ()는 개별 직렬 팔다리의 조인트를 묶는다.

## 같이 보기
- 기구학
- 매니퓰레이터
- 링크 (기구)